# 234 هـ
234 هـ هي سنة في التقويم الهجري امتدت مقابلةً في التقويم الميلادي بين سنتي 848 و849.

## أحداث
- عبد الرحمن الأوسط يوجه حملة بحرية كبيرة ضظ جزيرتي ميورقة ومنورقة

## وفيات
- أبو جعفر النفيلي
- جعفر بن مبشر
- علي بن المديني
- يحيى بن يحيى الليثي
- يحيى بن يحيى بن كثير
- جعفربن مبشر
- محمد بن أبي بكر الثقفي